# Slovenský hrubosrsty stavac
Slovenský hrubosrsty stavac (ohar) är en stående fågelhund från Slovakien. Dess främsta förtjänster är som apportör vid andjakt och som eftersökshund för att spåra skadeskjutet eller trafikskadat vilt. Den anses som hängiven och uthållig. Rasen avlades fram från 1940-talet och utgår från korsningar mellan cesky fousek och weimaraner. Idén var att få fram en strävhårig variant av weimaraner med den rasens speciella silverlyster. Den slovakiska pointern är högrestare och elegantare än dess tjeckiska släkting. 1970 ansågs stammen tillräckligt livskraftig och homogen för att stamboken skulle stängas och 1975 blev rasen nationellt erkänd i dåvarande Tjeckoslovakien. 1983 erkändes rasen av Fédération Cynologique Internationale (FCI).